# Argyrodes chounguii
Argyrodes chounguii es una especie de araña de telaraña irregular del género Argyrodes, de la familia Theridiidae, orden Araneae. Fue descrita por López en 2010.
Se distribuye por África: Mayotte. Fue publicada en Contribution a l’étude des araignées de Mayotte avec la description d’une nouvelle espèce: Argyrodes chounguii (Theridiidae). Bulletin De La Société D’étude Des Sciences Naturelles De Béziers 23(64, 2008-2009): 9-15, 31.